# Urgosse
Urgosse är en kommun i departementet Gers i regionen Occitanien i sydvästra Frankrike. Kommunen ligger i kantonen Nogaro som tillhör arrondissementet Condom. År 2022 hade Urgosse 239 invånare.

## Befolkningsutveckling
Antalet invånare i kommunen Urgosse
Referens:INSEE